# William Roxburgh
Pour les articles homonymes, voir Roxburgh.
William Roxburgh est un médecin et un botaniste écossais, né le 29 juin 1751 à Underwood dans la paroisse de Craigie (en) (Ayrshire) et mort le 10 avril 1815 à Édimbourg.

## Biographie
Il étudie la médecine à Édimbourg et devient chirurgien à bord des navires de la Compagnie anglaise des Indes orientales à l’âge de 17 ans. À 21 ans, il aura déjà accompli deux voyages jusqu’en Asie.
Il s’installe alors à Madras et commence à s’intéresser à la botanique. Il fait de rapides progrès dans cette discipline et acquiert une telle réputation que, peu de temps après, il est convié par le gouvernement du Bengale à prendre la succession de Robert Kyd à la direction du Jardin botanique de Shibpur (Howrah) près de Calcutta. Il en est le vrai fondateur, y créant ce qui deviendra l'Herbier national de l'Inde et préparant la publication du premier catalogue, l'Hortus bengalensis (1814). 

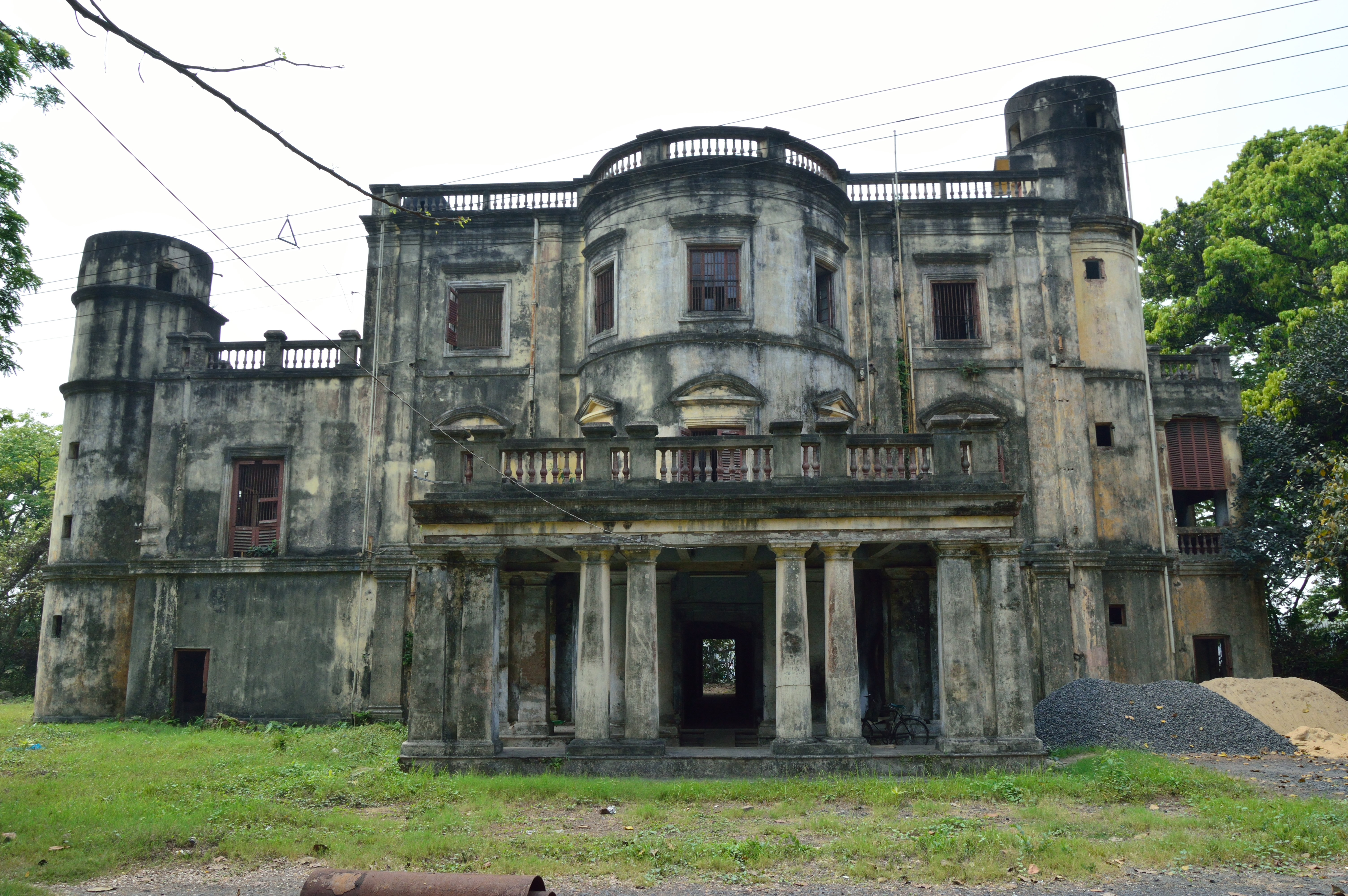
Roxburgh avait sa résidence à l'intérieur du Jardin botanique de Calcutta

Roxburgh devient membre de la Société asiatique d'histoire naturelle et fait paraître dans la publication de celle-ci de nombreux articles sur les végétaux, mais aussi sur les insectes à l’origine de la laque, des homoptères Coccoidea de la famille des Tarchardiidae.
En 1805, il reçoit la médaille d’or de la Society for the Promotion of Arts pour le récompenser d’une série de publications sur les productions de l’Asie. En 1803, il reçoit une deuxième médaille d’or pour une communication sur la croissance des arbres en Inde. Enfin, en 1814, il reçoit une troisième récompense, en présence d’une large assemblée, des mains du duc de Norfolk, qui était alors président de la Society of Arts. Peu après avoir reçu ces honneurs, il retourne à Édimbourg où il meurt.
En 1820, William Carey (1761-1834) fait paraître à titre posthume le premier volume de sa Flora Indica ; or Descriptions of Indian Plants.  En 1824, Carey édite le deuxième volume enrichi des remarques du botaniste Nathaniel Wallich (1786-1854).